# Walenty Kuczborski
Walenty Kuczborski (ur. 1525 w Kuczborku, zm. 4 października 1573 w Krakowie) – polski duchowny, tłumacz Katechizmu Rzymskiego, biegły znawca historii, łacińskiej i greckiej literatury, zaliczany w piśmiennictwie polskim do pierwszorzędnych autorów epoki zygmuntowskiej, archidiakon pomorski, kanonik warmiński, kanonik krakowski.

## Życiorys
Od 1545 kształcił się w Akademii Krakowskiej, po ukończeniu wyjechał do Rzymu, gdzie słuchał filozofii i teologii. Będąc w Rzymie wstąpił do stanu duchownego.
Przez wiele lat spełniał obowiązki sekretarza przy Stanisławie Hozjuszu, był z nim na Soborze Trydenckim i z jego polecenia przetłumaczył na język polski Katechizm Rzymski (pierwsze wydanie: Kraków, 1568 r.).
Był jednym z najzdolniejszych odrodzicieli pobożności i gorliwości wśród kapłanów Kościoła katolickiego. W nagrodę swych cnót i zasług został archidiakonem pomorskim, kanonikiem warmińskim, kanonikiem krakowskim.
Król Zygmunt August powołał go na swój dwór jako sekretarza do korespondencji zagranicznej. Na tym stanowisku, wśród pobożnych ćwiczeń i prac naukowych, umarł w Krakowie w czasie morowej zarazy w 1573 roku.

## Dorobek
- pierwsze polskie tłumaczenie Katechizmu Rzymskiego, wydane w Krakowie 1568 r. (Katechizm Rzymski w następnych stuleciach był wielokrotnie wznawiany, ostatnie wydanie Katechizmu Rzymskiego w tłumaczeniu ks. W. Kuczborskiego zostało wydane w 2022 roku nakładem Wydawnictwa ANTYK Marcin Dybowski);
- Kazania, które do dzisiejszych czasów nie doszły (zagubione)[3];
- Wykład na lament Jeremjasza proroka (wydany w Poznaniu w 1843 r. – z rękopisu przechowywanego w bibliotece Akademii Krakowskiej, gdzie ks. Kuczborski już przed Piotrem Skargą przepowiadał przyszłe losy kraju);
- Przestroga przeciw konfederacji (w rękopisie, gdzie upomina króla, aby nie pozwolił szerzyć się protestantyzmowi w Polsce);
- Concilium Tridentinum sub Pio Papa IV (w rękopisie)[3].